# Turn to You (Mother's Day Dedication)
"Turn to You (Mother's Day Dedication)" é uma canção do cantor canadense de pop e R&B Justin Bieber. A canção foi escrita por Bieber, inspirada na vida de sua mãe e seus ensinamentos e co-escrita por Nasri Atweh, Adam Messinger e Tom Strahle e produzida por Bieber, Adam Messinger e Tom Strahle.
"Turn to You (Mother's Day Dedication)" foi lançada para download digital a 11 de maio de 2012, dois dias antes do dia das mães. Bieber explicou que a canção não é uma homenagem apenas a sua, mas sim a todas as mães que criaram seus filhos sem a ajuda dos pais.

## Antecedentes e composição
Em 7 de maio de 2012, Bieber anunciou através da rede social twitter, que o título da música escrita para sua mãe seria "Turn To You". Bieber também informou que todo dinheiro arrecadado com as vendas do single será revertido para caridade. "Turn To You" foi lançado através da loja digital iTunes Store a 11 de maio de 2012. Após o lançamento do videoclipe de "Boyfriend", Bieber escreveu em seu twitter que "Turn To You" seria dedicado a sua mãe: "Turn To You fala das batalhas que ela enfrentou e do quanto ela foi brava, e eu acho que o mundo precisa saber disso".
Liricamente "Turn To You (Mother's Day Dedication)" fala sobre sua mãe, como ela trabalhava em dois empregos para manter um teto sobre suas cabeças e como ela era jovem quando teve ele, deixando o verso biográfico contar a história de sua mãe. No refrão da canção, ele permite que ela saiba sua ações, bravura e sacrifício valeram a pena, cantando: "Deixe meu amor te levar mais alto / Porque eu ainda volto para você". Enquanto a música atinge a sua seção média, é desenvolvido em uma melodia exuberante com ainda mais instrumentos e harmonias vocais, dando-lhe uma maior sensação. Até o momento a segunda estrofe entra em cena, a música constrói a sua instrumentação, com sintetizadores em camadas e uma batida em loop. É um som mais denso, porque por este ponto, o ouvinte está ciente a perceber que é um hino à mãe.

## Recepção da crítica
Amy Sciarretto do sítio Popcrush deu a canção quatro de cinco estrelas, escrevendo: Seus vocais são soprosos e maduros, como é a letra, com uma guitarra acústica simples no fundo. É um começo de reposição, mas é eficaz, já que os vocais de Bieber emitem em primeiro lugar o ponto lírico.

## Desempenho nas tabelas musicais
Em 13 de maio de 2012, "Turn To You" estreou na trigésima nona posição do UK Singles Chart, sendo a quinta maior estreia da semana.

### Desempenho
| País/Parada (2012)                 | Melhor posição |
| ---------------------------------- | -------------- |
| Austrália - ARIA Charts            | 25             |
| Áustria - Ö3 Austria Top 75        | 49             |
| Canadá - Canadian Hot 100          | 22             |
| Dinamarca - Tracklisten            | 12             |
| Estados Unidos - Billboard Hot 100 | 60             |
| Estados Unidos - Digital Songs     | 17             |
| França - SNEP                      | 79             |
| Países Baixos - Dutch Top 40       | 24             |
| Irlanda - Irish Singles Chart      | 27             |
| Mundo - World Singles Top 40       | 37             |
| Noruega - VG-lista                 | 11             |
| Países Baixos - Dutch Top 40       | 24             |
| Reino Unido - UK Singles Chart     | 39             |
| Suíça - Schweizer Hitparade        | 35             |

## Histórico de lançamento
| País           | Data               | Formato          | Distribuidora  |
| -------------- | ------------------ | ---------------- | -------------- |
| Brasil         | 11 de maio de 2012 | download digital | Island Def Jam |
| Estados Unidos | 11 de maio de 2012 | download digital | Island Def Jam |
| Canadá         | 11 de maio de 2012 | download digital | Island Def Jam |
| Reino Unido    | 11 de maio de 2012 | download digital | Island Def Jam |